# Іванковецька сільська рада (Тиврівський район)
| Іванковецька сільська рада — колишній орган місцевого самоврядування у Тиврівському районі Вінницької області з адміністративним центром у с. Іванківці. Сільській раді були підпорядковані населені пункти: - с. Іванківці |

## Склад ради
Рада складалася з 15 депутатів та голови.

## Керівний склад сільської ради
| ПІБ                   | Основні відомості                                                                            | Дата обрання | Дата звільнення |
| --------------------- | -------------------------------------------------------------------------------------------- | ------------ | --------------- |
| Масіц Віктор Іванович | Сільський голова, 1957 року народження, освіта вища, був головою Ради попереднього скликання | 26.03.2006   | 31.10.2010      |
| Масіц Віктор Іванович | Сільський голова, 1957 року народження, освіта вища, безпартійний                            | 31.10.2010   |                 |

Примітка: таблиця складена за даними джерела